# Volleyball-Bundesliga (herrar)
Volleyball-Bundesliga är den högsta serien i volleyboll för herrar i Tyskland. Den spelas årligen mellan oktober och maj sedan 1991. Den startar med seriespel, vilket följs av ett cupspel som avgör vilket lag som blir tysk mästare. De sämsta lagen flyttas ner till 2. Volleyball-Bundesliga.

## Resultat per år
| Säsong                  | Podium                   | Podium                   | Podium                   |
| Mästare                 | Tvåa                     | Trea                     |                          |
| ----------------------- | ------------------------ | ------------------------ | ------------------------ |
| 1991–92 mer information | Moerser SC               | SV Bayer Wuppertal       | -                        |
| 1992–93 mer information | Berlin Recycling Volleys | SV Bayer Wuppertal       | -                        |
| 1993–94 mer information | SV Bayer Wuppertal       | VfB Friedrichshafen      | -                        |
| 1994–95 mer information | ASV Dachau               | SV Bayer Wuppertal       | -                        |
| 1995–96 mer information | ASV Dachau               | VfB Friedrichshafen      | -                        |
| 1996–97 mer information | SV Bayer Wuppertal       | VfB Friedrichshafen      | -                        |
| 1997–98 mer information | VfB Friedrichshafen      | SV Fellbach              | -                        |
| 1998–99 mer information | VfB Friedrichshafen      | -                        | -                        |
| 1999–00 mer information | VfB Friedrichshafen      | -                        | -                        |
| 2000–01 mer information | VfB Friedrichshafen      | -                        | -                        |
| 2001–02 mer information | VfB Friedrichshafen      | -                        | -                        |
| 2002–03 mer information | Berlin Recycling Volleys | SV Bayer Wuppertal       | VfB Friedrichshafen      |
| 2003–04 mer information | Berlin Recycling Volleys | VfB Friedrichshafen      | SWD Powervolleys Düren   |
| 2004–05 mer information | VfB Friedrichshafen      | SWD Powervolleys Düren   | Moerser SC               |
| 2005–06 mer information | VfB Friedrichshafen      | SWD Powervolleys Düren   | Berlin Recycling Volleys |
| 2006–07 mer information | VfB Friedrichshafen      | SWD Powervolleys Düren   | Berlin Recycling Volleys |
| 2007–08 mer information | VfB Friedrichshafen      | Berlin Recycling Volleys | TSV Unterhaching         |
| 2008–09 mer information | VfB Friedrichshafen      | TSV Unterhaching         | -                        |
| 2009–10 mer information | VfB Friedrichshafen      | TSV Unterhaching         | -                        |
| 2010–11 mer information | VfB Friedrichshafen      | Berlin Recycling Volleys | -                        |
| 2011–12 mer information | Berlin Recycling Volleys | TSV Unterhaching         | -                        |
| 2012–13 mer information | Berlin Recycling Volleys | VfB Friedrichshafen      | -                        |
| 2013–14 mer information | Berlin Recycling Volleys | VfB Friedrichshafen      | -                        |
| 2014–15 mer information | VfB Friedrichshafen      | Berlin Recycling Volleys | -                        |
| 2015–16 mer information | Berlin Recycling Volleys | VfB Friedrichshafen      | -                        |
| 2016–17 mer information | Berlin Recycling Volleys | VfB Friedrichshafen      | -                        |
| 2017–18 mer information | Berlin Recycling Volleys | VfB Friedrichshafen      | -                        |
| 2018–19 mer information | Berlin Recycling Volleys | VfB Friedrichshafen      | -                        |
| 2019–20 mer information | Ej utdelat               | Ej utdelat               | Ej utdelat               |
| 2020–21 mer information | Berlin Recycling Volleys | VfB Friedrichshafen      | -                        |
| 2021–22 mer information | Berlin Recycling Volleys | VfB Friedrichshafen      | -                        |

## Resultat per klubb
| Lag                      | Antal titlar | Vunna säsonger |
| ------------------------ | ------------ | --- |
| VfB Friedrichshafen      | 13           | 1997–98, 1998–99, 1999–00, 2000–01, 2001–02, 2004–05, 2005–06, 2006–07, 2007–08, 2008–09, 2009–10, 2010–11, 2014–15 |
| Berlin Recycling Volleys | 12           | 1992–93, 2002–03, 2003–04, 2011–12, 2012–13, 2013–14, 2015–16, 2016–17, 2017–18, 2018–19, 2020–21, 2021–22          |
| SV Bayer Wuppertal       | 2            | 1993–94, 1996–97 |
| ASV Dachau               | 2            | 1994–95, 1995–96 |
| Moerser SC               | 1            | 1991–92 |